# Clostera javana
Clostera javana är en fjärilsart som beskrevs av Moore 1859. Clostera javana ingår i släktet Clostera och familjen tandspinnare. Inga underarter finns listade i Catalogue of Life.